# Historia de Baden-Wurtemberg

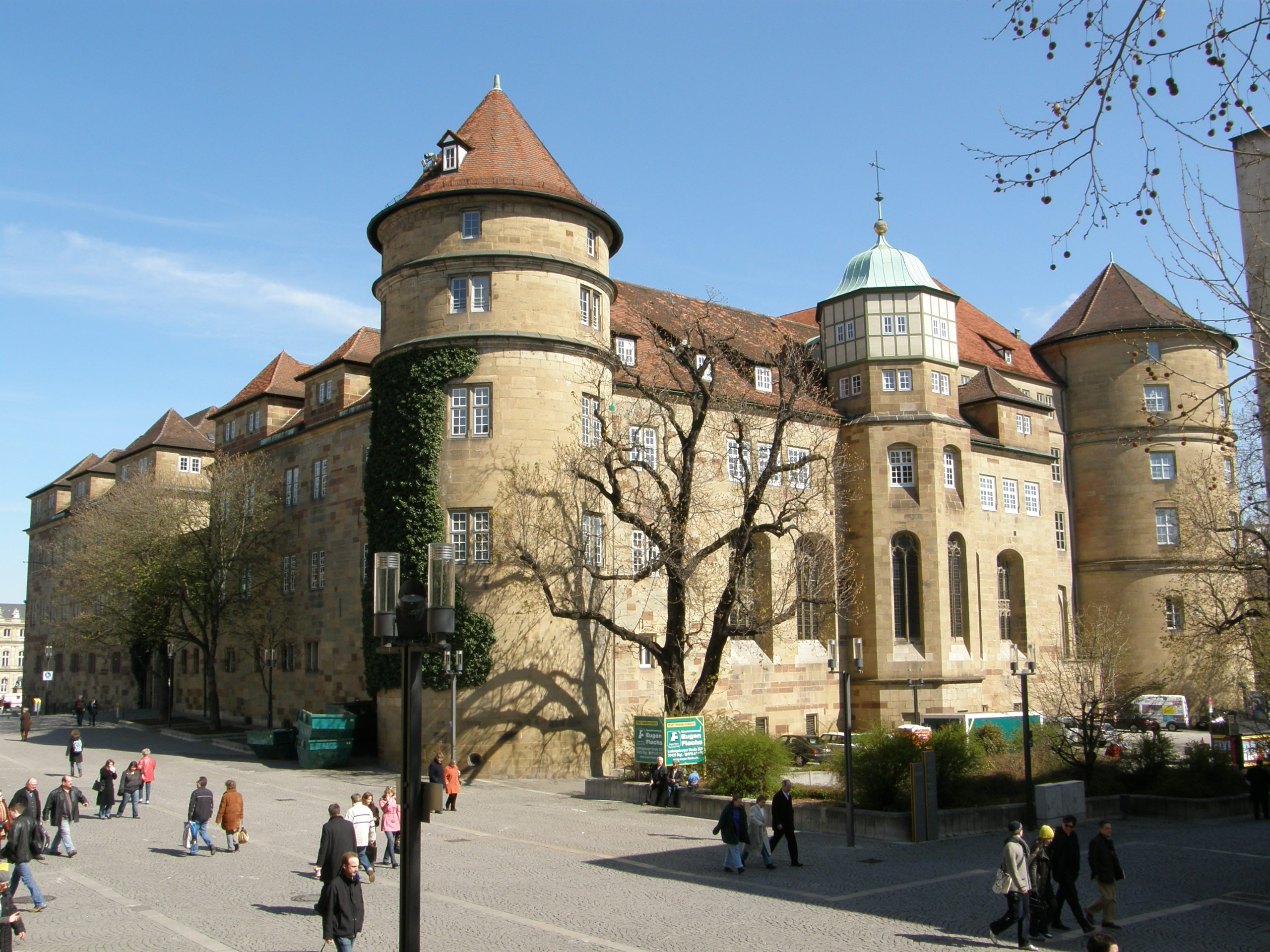
Castillo Antiguo de Stuttgart

La historia de Baden-Wurttemberg se extiende por la zona incluida en el estado histórico de Baden, el anterior Hohenzollern prusiano, y Wurtemberg, parte de la región de Suabia desde el siglo IX.
En el siglo I, Wurtemberg fue ocupada por los romanos, que defendieron el control del territorio construyendo un limes (zona fronteriza fortificada). A principios del siglo III, los alamanes expulsaron a los romanos más allá del Rin y del Danubio, pero a su vez sucumbieron ante los francos de Clodoveo I, combatiéndose la batalla definitiva en 496. La zona más tarde pasó a formar parte del Sacro Imperio Romano Germánico.
La historia de Baden como un estado empezó en el siglo XII, como un feudo del Sacro Imperio. Era un margraviato relativamente intrascendente dividido entre varias ramas de la familia gobernante durante la mayor parte de su historia. Ganó en estatus y territorio durante la época napoleónica, donde fue alzada al estatus de gran ducado. En 1871, se convirtió en uno de los estados fundadores del Imperio alemán. La monarquía terminó tras la Primera Guerra Mundial, pero Baden siguió siendo un estado de Alemania hasta el final de la Segunda Guerra Mundial.
Wurtemberg se desarrolló como una entidad política en el suroeste de Alemania, con su núcleo alrededor de Stuttgart por el conde Conrado (fallecido en 1110). Sus descendientes ampliaron Wurtemberg al tiempo que superaban las guerras de religión en Alemania, los cambios en la política imperial e invasiones desde Francia. El estado tenía un sistema parlamentario básico que cambió al absolutista en el siglo XVIII. Reconocido como un reino en 1806-1918, su territorio ahora forma parte del moderno estado alemán de Baden-Wurtemberg, uno de los dieciséis estados de Alemania, un estado federal relativamente joven que sólo ha existido desde 1952. El escudo de armas representa a las partes históricas del estado, de las cuales Baden y Wurtemberg son las más importantes.

## Celtas, romanos y alamanes
El origen del nombre "Württemberg" es incierto. Los estudiosos han rechazado en general la que se creyó en el pasado que era derivación de "Wirth am Berg". Algunas autoridades lo derivan de un nombre propio: "Wiruto" o "Wirtino," otros de un topónimo celta, "Virolunum" o "Verdunum". En cualquier caso, de servir como el nombre de un castillo cerca del distrito urbano de Stuttgart de Rotenberg, el nombre se extendió al campo que lo rodeaba y, conforme los señores del distrito fueron incrementando sus posesiones, así el nombre abarcó una zona más amplia, hasta que alcanzó su extensión actual. Formas anticuadas fueron Wirtenberg, Wirtembenc y Wirtenberc. Wirtemberg fue aceptada durante mucho tiempo, y a finales del siglo XVI, parecieron Würtemberg y Wurttemberg. En 1806, Württemberg se convirtió en la forma oficial de escribirse, aunque Wurtemberg también aparece con frecuencia incluso en documentos oficiales, e incluso en monedas acuñadas después de esa fecha.
Los primeros habitantes conocidos de Wurtemberg, los celtas, precedieron a la aparición de los suevos. En el siglo I, los romanos conquistaron la tierra y defendieron su posición allí construyendo una muralla (limes). A principios del siglo III, los alamanes expulsaron a los romanos más allá del Rin y del Danubio, pero ellos a su vez sucumbieron ante los francos de Clodoveo I, con la batalla decisiva en el año 496. Durante alrededor de 400 años, el distrito era parte el imperio franco y fue administrado por condes hasta que se sometió en el siglo IX al Ducado de Suabia alemán.

## Ducado de Suabia

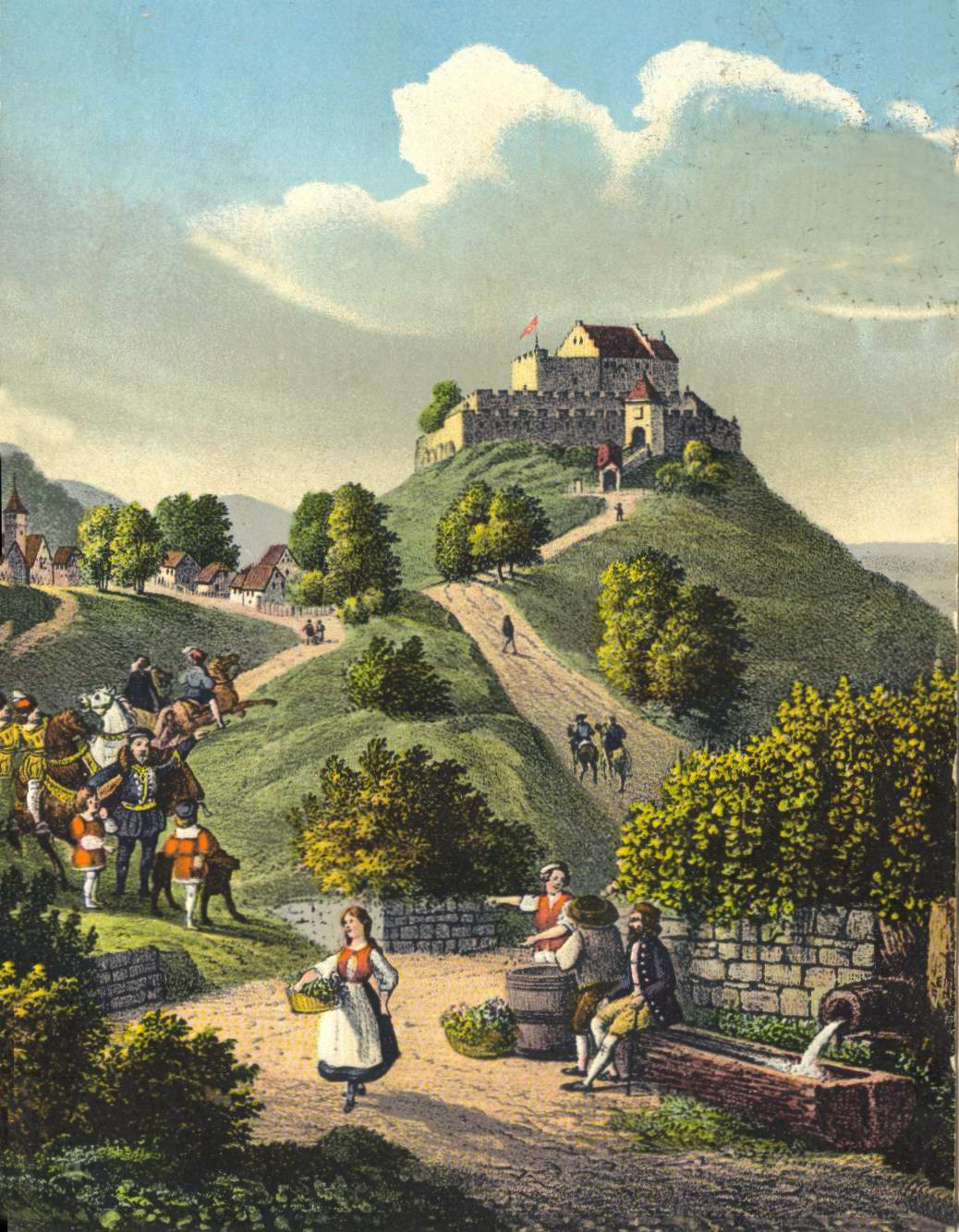
El antiguo Castillo de Wirtemberg en un grabado del

El ducado de Suabia es en gran medida comparable al territorio de los alamanes. Los suevos pertenecían a la tribu de los alemanni, reformada en el siglo III. El nombre de Suabia también deriva de ellos. Desde el siglo IX en adelante, en lugar de la denominación de la región "Alemannia," se usó el nombre "Schwaben" (Suabia). Suabia fue uno de los cinco ducados raíces del reino medieval de los francos orientales, y sus duques estuvieron entre los magnates más poderosos de Alemania. La familia más destacada que ocupó Suabia fueron los Hohenstaufen, que la conservaron, con una breve interrupción, desde 1079 hasta 1268. Durante gran parte de este período, los Hohenstaufen fueron también emperadores del Sacro Imperio. Con la muerte de Conradino, el último duque Hohenstaufen, el propio ducado se desintegró aunque el rey Rodolfo I intentó revivirlo para su familia Habsburgo a finales del siglo XIII.
Con el declinar del poder de Francia Oriental, la casa de Zähringen estaba preparada para suceder como potencia local en el suroeste de Alemania y en el noroeste en el Reino de Arlés. El duque Bertoldo V de Zähringen fundó la ciudad de Berna en 1191, que se convirtió en uno de los centros de poder de la Casa de Zähringen. Al este del macizo del Jura y oeste del río Reuss fue descrito como Reino de la Alta Borgoña, y Berna era parte del Landgraviato de Borgoña, que estaba situado a ambos lados del Aar, entre Thun y Solothurn. Sin embargo Bertoldo murió sin heredero en 1218 y Berna fue declarada ciudad libre imperial por el emperador Federico II. La muerte de Bertoldo sin herederos significó la completa desintegración del suroeste de Alemania y llevó al desarrollo de la Antigua Confederación Suiza y el Ducado de Borgoña. Berna se unió a Suiza en el año 1353.
Suabia toma su nombre de la tribu de los suevos, y el nombre a menudo se usó indistintamente con Alemannia durante la existencia del ducado raíz en la Alta Edad Media. Incluso Alsacia pertenecía a ella. Suabia fue de otra manera de gran importancia a la hora de asegurar la ruta de paso hacia Italia. Después de la caída de los Staufen no volvió a haber un Ducado de Suabia. Los Habsburgo y los Wurtemberg intentaron en vano resucitarlo.

## Hohenstaufen, Welf y Zähringen

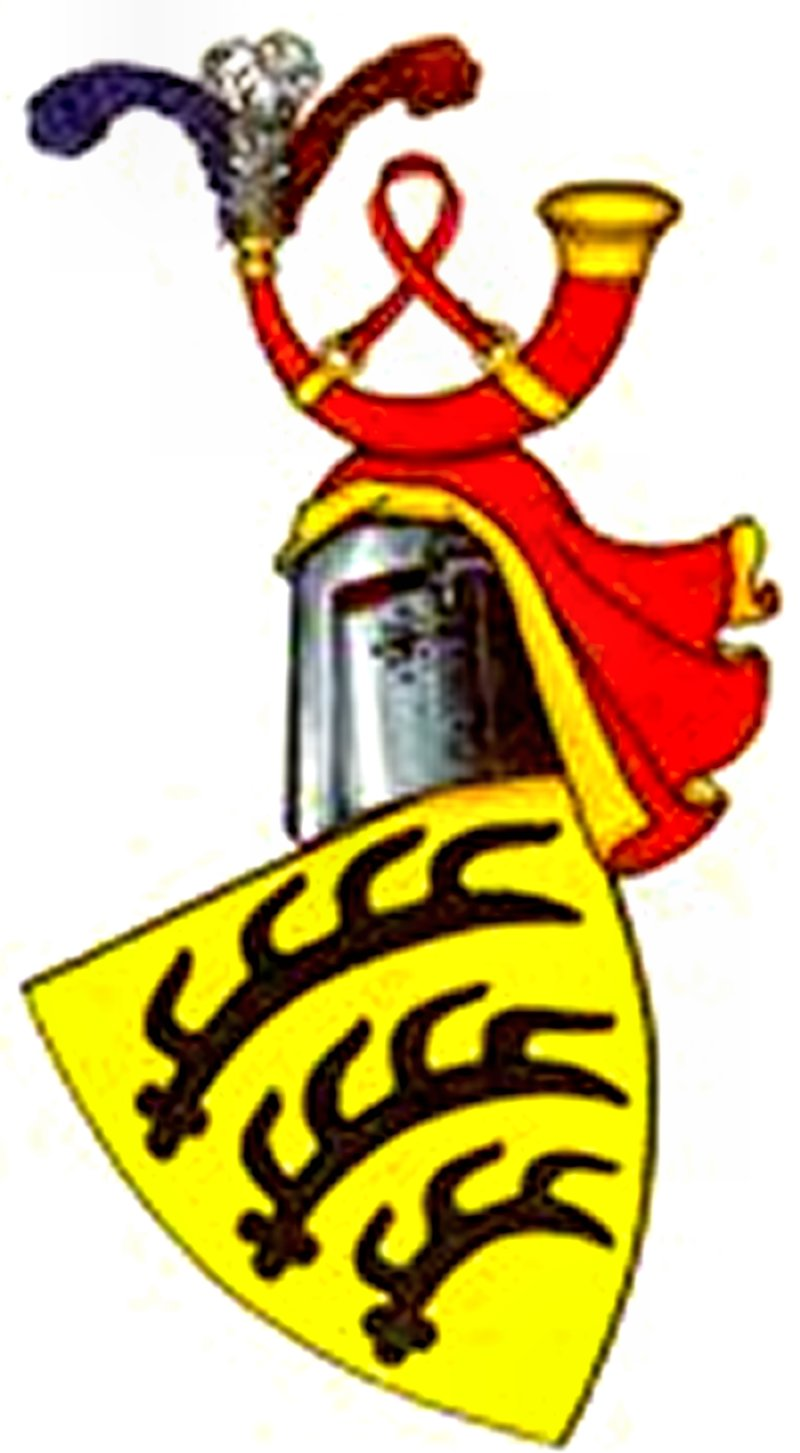
Armas de los condes de Wurtemberg

Tres de las familias nobles del suroeste lograron una importancia especial: los Hohenstaufen, los Güelfos (Welf) y los Zähringen. Los más exitosos de aquella época resultaron ser los Hohenstaufen, quienes, como duques de Suabia desde 1079 y como reyes francos y emperadores desde 1138 hasta 1268, lograron la mayor influencia en Suabia. Durante la Edad Media, varios condes gobernaron el territorio que ahora forma Baden, entre los que los condes y ducado de Zähringen figuran destacadamente. En 1112, Hermann, hijo de Hermann, margrave de Verona (fallecido en 1074) y nieto del duque Bertoldo II de Carintia y el conde de Zähringen, habiendo heredado algunos de los estados alemanes de su familia, se llamó a sí mismo margrave de Baden. La historia separada de Baden data de esta época. Hermann parece haberse llamado a sí mismo "margrave" más que "conde," debido a la conexión familiar con el margrave de Verona.
Su hijo y nieto, ambos llamados Herman, ampliaron sus territorios, que estaban entonces divididos, y se fundaron las líneas de Baden-Baden y Baden-Hochberg, la última de las cuales se dividió un siglo después en Baden-Hochberg y Baden-Sausenberg. La familia de Baden-Baden fue muy exitosa a la hora de incrementar sus posesiones.
La familia Hohenstaufen controlaba el ducado de Suabia hasta la muerte de Conradino en 1268, cuando una parte considerable de sus tierras cayeron en favor del representante de una familia mencionada por vez primera alrededor del año 1080, el conde de Wurtemberg, Conrado de Beutelsbach, quien tomó el nombre de su ancestral castillo de Wurtemberg.
Los detalles históricos más antiguos de un conde de Wurtemberg se relacionan con un Ulrico I de Wurtemberg, que gobernó desde 1241 hasta 1265. Sirvió como mariscal de Suabia y abogado de la ciudad de Ulm, tenía amplias posesiones en los valles del Neckar y el Rems, y adquirió Urach en 1260. Bajo su hijo, Ulrico II y Everardo I, y sus sucesores, el poder de la familia creció con firmeza. El carbonero le dio parte de su tesoro, y fue elevado a duque de Zähringen. A la esfera de influencia Zähringer originariamente pertenecieron Friburgo y Offenburg, Rottweil y Villingen, y, en la moderna Suiza, Zúrich y Berna. Las tres prominentes familias nobles competían vigorosamente entre sí, incluso aunque estuvieran unidos por parentesco. La madre del rey Stauffer Federico Barbarroja era Judith Welfen. Los Staufer, así como los Zähringer, basaron sus pretensiones al gobierno por lazos con la familia de los reyes francos de la Casa Salia.

## Austria Anterior y el Palatinado
Además del Margraviato de Baden y el Ducado de Wurtemberg, Austria Anterior y el Palatinado quedaban en el borde de la zona suroeste. Austria Anterior (en alemán, Vorderösterreich o die Vorlande) era el nombre colectivo de las antiguas posesiones de los Habsburgo en el suroeste de Alemania (Suabia), Alsacia y en Vorarlberg después de que el centro de interés de los Habsburgo se trasladase a Austria.
Austria Anterior comprendía el Sundgau (Alsacia meridional) y el Breisgau al este del Rin incluyendo Friburgo de Brisgovia después de 1386 e incluyendo algunos territorios dispersos por toda Suabia, siendo el mayor el margraviato de Burgau en la zona de Augsburgo y Ulm. Algunos territorios en Vorarlberg que pertenecía a los Habsburgo también eran considerados parte de Austria Anterior. La patria original de los Habsburgo, el Aargau y gran parte del resto de las posesiones Habsburgo originales al sur del Rin y el lago Constanza se perdieron en el siglo XIV a favor de la Antigua Confederación Suiza en expansión después de las batallas de Morgarten (1315) y Sempach (1386) y nunca fueron consideradas parte de Austria Anterior, excepto el Fricktal, que siguió siendo una propiedad Habsburgo hasta 1805.
Austria Anterior era gobernada por el duque de Austria hasta 1379. Después de eso, el regente de Austria Anterior fue el duque de Tirol.
El Palatinado surgió como el Condado Palatino del Rin, un gran estado feudal que queda a ambos lados del Rin, que parece haberse creado en el siglo X. El territorio recayó sobre los duques Wittelsbach de Baviera a principios del siglo XIII, y durante una división posterior del territorio entre uno de los herederos del duque Luis II de Alta Baviera en 1294, la rama mayor de los Wittelsbach entró en posesión no sólo del Palatinado Renano, pero también de esa parte de la Alta Baviera en sí que estaba al norte del Danubio, y que pasó a ser llamada el Palatinado Superior (Oberpfalz), en contraste con el Palatinado Inferior a lo largo del Rin. En la Bula de Oro de 1356, el Palatinado se convirtió en uno de los electorados seculares, y a quien se dieron los cargos hereditarios de Archsteward del Imperio y Vicario imperial de la mitad occidental de Alemania. Desde esta época en adelante, el conde Palatino del Rin fue conocido como el Elector Palatino.
Debido a la práctica de dividir los territorios entre diferentes ramas de la familia, a principios del siglo XVI líneas menores de los Wittelsbach del Palatinado pasaron a gobernar en Simmern, Kaiserslautern, y Zweibrücken en el Palatinado Inferior, y en Neoburgo y Sulzbach en el Palatinado Superior. El Elector Palatino, ahora basado en Heidelberg, se convirtió al luteranismo en los años 1530.
Cuando la rama principal de la familia se extinguió en 1559, el Electorado pasó a Federico III de Simmern, un firme calvinista, y el Palatinado se convirtió en uno de los principales centros del calvinismo en Europa, apoyando a las rebeliones calvinistas tanto en los Países Bajos como en Francia. El nieto de Federico III, Federico IV, y su consejero, Cristián de Anhalt, fundaron la Unión Evangélica de estados protestantes en 1608, y en 1619 el Elector Federico V (en yerno del rey Jacobo I de Inglaterra) aceptó el trono de Bohemia de los rebeldes nobles protestantes. Pronto fue derrotado por las fuerzas del emperador Fernando II en la Batalla de la Montaña Blanca en 1620, y las tropas españolas y bávaras pronto ocuparon el propio Palatinado. En 1623, Federico fue puesto bajo interdicción del Imperio, y sus territorios y la dignidad electoral se entregaron al duque (ahora elector) de Baviera, Maximiliano I.
Con el Tratado de Westfalia en 1648, el Sundgau pasó a formar parte de Francia, y en el siglo XVIII, los Habsburgo adquirieron unos pocos territorios menores en el sur de Alemania como Tettnang. En la tratado de Presburgo de 1805, Austria Anterior se disolvió y anteriores territorios de los Habsburgo fueron asignados a Baviera, Baden y Wurtemberg, y el Fricktal a Suiza.
Por la Paz de Westfalia en 1648, el hijo de Federico V, Carlos Luis, fue restaurado en el Palatinado Inferior, y se le dio un nuevo título electoral, pero el Palatinado Superior y el título electoral principal permanecieron dentro de la línea bávara. En 1685, la línea Simmern se extinguió, y el Palatinado fue heredado por el conde Palatino de Neoburgo (quien también era duque de Jülich y Berg), un católico. La línea Neoburgo, que trasladó la capital a Mannheim, duró hasta 1742, cuando ella, también, se extinguió, y el Palatinado lo heredó el duque Carlos Teodoro de Sulzbach. No tenía hijos, y heredó también Baviera cuando su línea electoral acabó extinguiéndse en 1777, y todas las tierras Wittelsbach salvo Zweibrücken en la frontera francesa (cuyo duque era, de hecho, heredero presunto de Carlos Teodoro) estaban entonces bajo un solo gobernante. El Palatinado fue destruido en las guerras de la Revolución francesa – primero sus territorios de la orilla izquierda fueron ocupadas, y luego anexionadas, por Francia a partir de 1795, y luego, en 1803, los territorios de su orilla derecha fueron tomados por el margrave de Baden. El gobierno provincial en Alsacia fue administrado alternativamente por el Palatinado (1408-1504, 1530-1558) y por los Habsburgo (siglos XIII y XIV, 1504-1530). Sólo los margraves de Baden y los condes y duques de Wurtemberg incluían ambas tierras natales dentro de sus territorios. Con la reordenación política del suroeste después de 1800, Austria Anterior y el Electorado Palatino desaparecieron de la historia.

## Baden y Wurtemberg antes de la Reforma

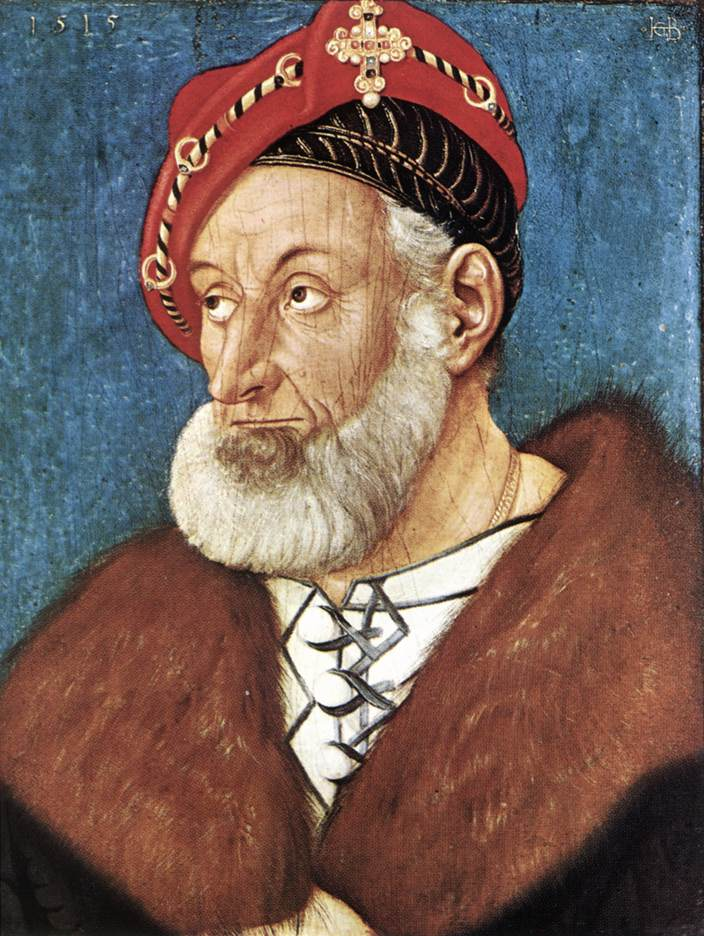
Cristóbal I de Baden, por Hans Baldung Grien, 1515

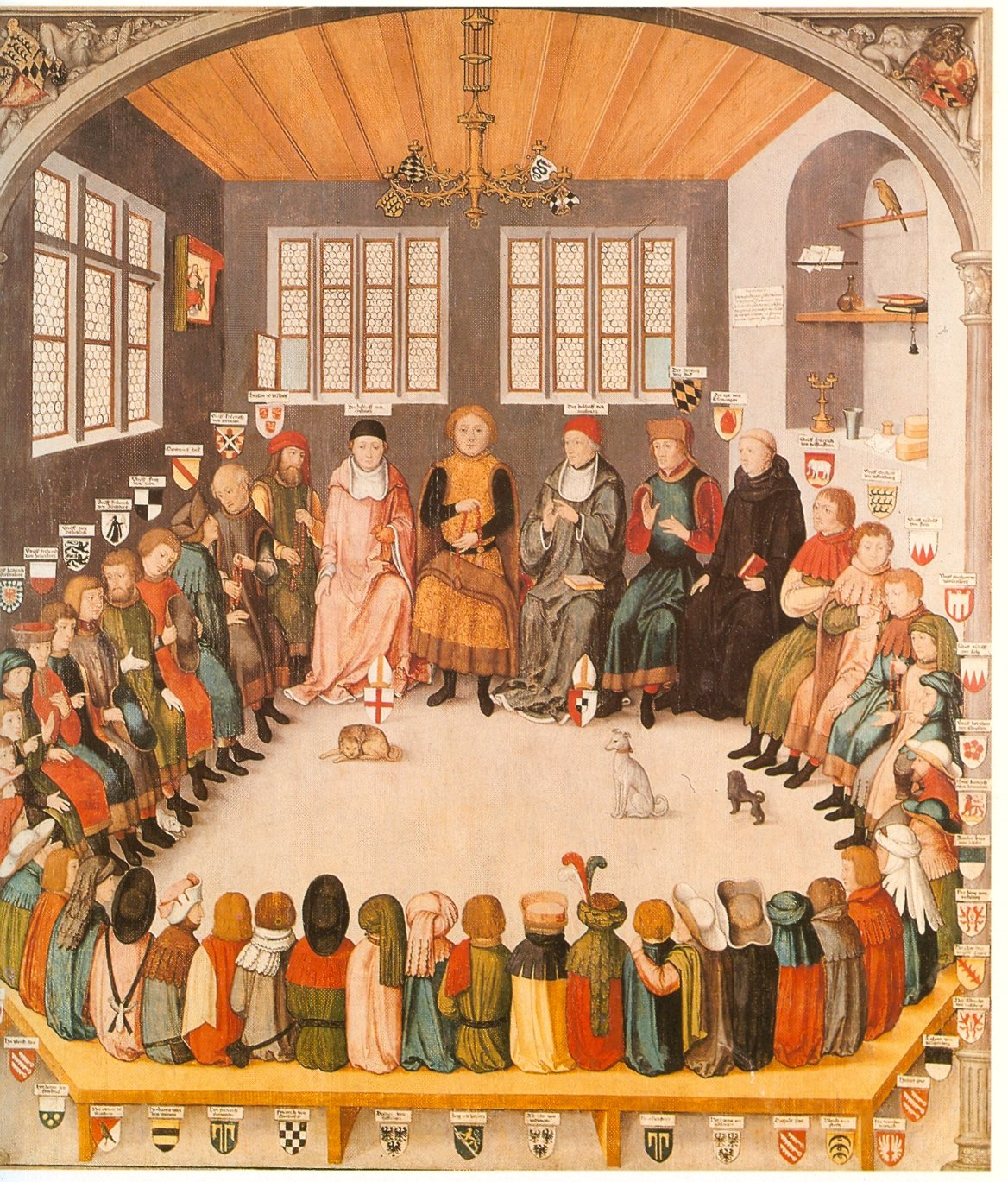
Everardo III en Consejo

Los señores de Wurtemberg aparecen nombrados por vez primera en 1092. Supuestamente un Señor de Virdeberg por Luxemburgo se había casado con una heredera de los señores de Beutelsbach. El nuevo castillo de Wirtemberg (capilla del castillo dedicada en 1083) fue el punto central de un gobierno que se extendía desde los valles del Neckar y Rems en todas las direcciones a lo largo de los siglos. La familia de Baden-Baden tuvo mucho éxito a la hora de incrementar sus territorios, después de lo cual varias divisiones fueron unidas por el margrave Bernardo I en 1391. Bernardo, un soldado de cierto renombre, continuó la obra de sus predecesores y obtuvieron otros distritos, incluyendo Baden-Hochberg, cuya familia gobernante se extinguió en 1418.
Durante el siglo XV, una guerra entre el conde palatino del Rin privó al margrave Carlos I (fallecido en 1475) de una parte de sus territorios, pero estas pérdidas estaban más que recuperadas por su hijo y sucesor, Cristóbal I de Baden (ilustración, derecha). En 1503, se extinguió la familia Baden-Sausenberg, y todo Baden quedó unido bajo Cristóbal.
Bajo sus hijos, Ulrico II y Everardo, y sus sucesores, el poder de la familia creció con firmeza. Eberardo I (fallecido en 1325) se enfrentó, a veces con éxito, a tres emperadores del Sacro Imperio. Dobló el territorio de su país y transfirió su residencia desde el castillo de Wurtemberg al Castillo Viejo, en lo que es hoy el centro de la ciudad de Stuttgart.
Sus sucesores no destacaron, pero todos añadieron un poco más de tierra a Wurtemberg. En 1381, se compró el ducado de Teck y el matrimonio con una heredera añadió Montbéliard en 1397. La familia dividió sus tierras entre ramas colaterales en varias ocasiones pero, en 1482, el tratado de Münsingen reunió el territorio, lo declaró indivisible, y lo unió bajo el conde Everardo V, llamado im Bart (El Barbudo). Este arreglo recibió la aprobación del sacro emperador Maximiliano I y de la Dieta Imperial en 1495.
En algo que era poco habitual en Alemania, desde 1457 Wurtemberg tuvo un parlamento bicameral, el Landtag, conocido igualmente como la "dieta" o "Estados" de Wurtemberg, que tenían que aprobar los impuestos.
En 1477, el conde Everardo fundó la Universidad de Tubinga y expulsó a los judíos. A la muerte de Everardo en 1496, su primo, el duque Everardo III, sucedió por un corto reinado de dos años, terminado por una deposición.
Eberardo V demostró ser uno de los más enérgicos gobernantes que tuvo nunca Wurtemberg y, en 1495, su condado se convirtió en un ducado. Everardo era ahora duque Everardo I de Wurtemberg. Wurtemberg, después de la partición desde 1442 hasta 1482, no tuvo más repartos de tierra que soportar y permaneció como un país relativamente cerrado. En Baden, sin embargo, sí que hubo una partición que duró desde 1515 hasta 1771. Sin embargo, las diferentes partes de Baden siempre estaban físicamente separadas unas de otras.

## Período de la Reforma

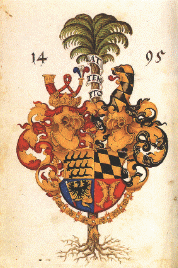
Escudo de Wurtemberg, 1495

Las tesis de Martín Lutero y sus escritos no dejaron a nadie indiferente en Alemania después del año 1517. En 1503, la familia Baden-Sausenberg se extinguió, y todo Baden fue unido por Cristóbal, quien, antes de morir en 1527, lo dividió entre sus tres hijos. Las diferencias religiosas incrementaron la rivalidad de la familia. Durante el período de la Reforma algunos gobernantes de Baden siguieron siendo católicos y otros se hicieron protestantes. Uno de los hijos de Cristóbal murió sin hijos en 1533. En 1535, los hijos que le quedaban, Bernardo y Ernesto, habiendo compartido los territorios de su hermano, hicieron una nueva división y fundaron las líneas de Baden-Baden y Baden-Pforzheim, llamados luego como Baden-Durlach después de 1565. Después se introdujeron otras divisiones y la debilidad causada por estas particiones se acentuaron por una rivalidad entre las dos principales ramas de la familia, culminando en guerra abierta.
El largo reinado (1498-1550) del duque Ulrico, que ascendió al ducado mientras era aún un niño, demostró ser un periodo con muchos eventos, y muchas tradiciones rodean el nombre de este talentoso gobernante, sin escrúpulos y ambicioso. El duque Ulrico de Wurtemberg había vivido en su condado de Mömpelgard desde 1519. Había estado exiliado de su ducado por su propio fallo y controvertidas incursiones en posesiones ajenas. En Basilea, el duque Ulrico entró en contacto con la Reforma.
Ayudado por Felipe, landgrave de Hesse, y otros príncipes protestantes, luchó una batalla victoriosa contra las tropas de Fernando en Lauffen en mayo de 1534. Luego, por el tratado de Cadan, de nuevo se convirtió en duque, pero forzosamente duque del ducado como un feudo austriaco. Posteriormente introdujo doctrinas religiosas reformistas, apoyó iglesias protestantes y escuelas por todas sus tierras, y fundó el seminario de Tübinger Stift en 1536. La conexión de Ulrico con la liga de Esmalcalda llevó a otra expulsión pero, en 1547, Carlos V lo volvió a reinstaurar en el trono, sin embargo en términos algo onerosos.
La población total en el siglo XVI estaba entre 300.000 y 400 000 habitantes, el hijo y sucesor de Ulrico, Cristóbal (1515-1568), completó la obra de convertir a sus súbditos a la fe reformista. Introdujo un sistema de gobierno eclesiástico, la Grosse Kirchenordnung, que en parte persistió hasta el siglo XX. En este reinado, una comisión comenzó a supervisar las finanzas, y los miembros de su cuerpo, todos los cuales pertenecían a las clases superiores, ganó considerable poder en el estado, principalmente a expensas de la ciudad, por medios del Oberamture y más tarde, además, el Landkreis.
El hijo de Cristóbal, Luis, el fundador del Collegium illustre en Tubinga, murió sin hijos en 1593. Un pariente, Federico I (1557-1608) le sucedió en el ducado. Este enérgico príncipe no tomó en consideración los límites puestos a su autoridad por la rudimentaria constitución. Pagando una gran suma de dinero, logró que el emperador Rodolfo II en 1599 liberase al ducado de la soberanía de Austria. Austria aún controlaba amplias zonas alrededor del ducado, conocidas como "Austria Anterior". Así, de nuevo, Wurtemberg se convirtió en feudo directo del imperio, asegurando su independencia. Incluso el margraviato de Baden-Baden se pasó al luteranismo ese mismo año, pero de hecho solo durante breve tiempo. De la misma manera, después de la paz de Augsburgo, la Reforma fue llevada al Condado de Hohenlohe. Al mismo tiempo, sin embargo, empezó la Contrarreforma. Fue apoyada persistentemente por el emperador y los príncipes eclesiásticos.

## La guerra de los campesinos
Las condiciones de vida de los campesinos en el suroeste de Alemania a principios del siglo XVI eran bastante modestas, pero un incremento de los impuestos y varias malas cosechas, sin mejoras en el horizonte, llevaron a la crisis. Bajo el signo de la sandalia (Bundschuh), esto es, el zapato del campesino que se ataba con lazos, la rebelión estalló en el Rin Superior, en el obispado de Espira, en la Selva Negra y en la parte superior del valle del Neckar a finales del siglo XV. Las extorsiones por las que buscaba conseguir dinero para sus extravagantes placeres excitó un alzamiento conocido como el arme Konrad (Pobre Konrad), no muy diferente a la rebelión en Inglaterra liderada por Wat Tyler. Las autoridades a veces restauraron el orden, y, en 1514, por el tratado de Tubinga, el pueblo asumió el compromiso de pagar las deudas del duque a cambio de varios privilegios políticos, que supusieron la fuente de las libertades constitucionales del país. Unos pocos años después, Ulrico se enfrentó a la Liga de Suabia, y sus fuerzas (ayudadas por el duque Guillermo IV de Baviera, enojado por el trato dado por Ulrico a su esposa Sabina, una princesa bávara), invadió Wurtemberg, expulsó al duque y vendió el ducado a Carlos V por 220.000 gulden.
Carlos entregó Wurtemberg a su hermano, el sacro emperador Fernando I, que sirvió como gobernante ominal durante unos pocos años. Pronto, sin embargo, el descontento causado por el opresor gobierno austriaco, las perturbaciones en Alemania llevaron a la guerra de los campesinos alemanes y las conmociones surgieron por la Reforma dio a Ulrico la oportunidad de recuperar su ducado. Así Marx Sittich de Hohenems marchó contra los rebeldes de Hegenau y Klettgau. El 4 de noviembre de 1525 lanzó un último intento de los campesinos en ese mismo campo donde la inquietud de los campesinos habían empezado años antes. El emperador Carlos V e incluso el papa Clemente VII agradecieron a la Unión de Suabia por su contención en la guerra de los campesinos.

## La guerra de los Treinta Años

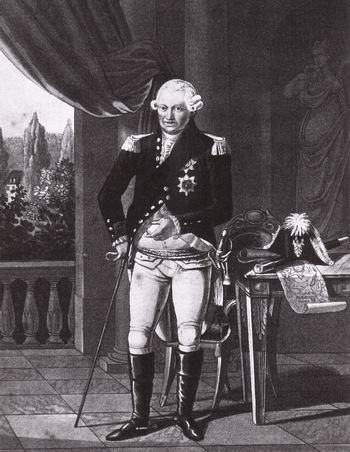
El duque Federico II Eugenio

La guerra más larga en la historia de Alemania se convirtió, con la intervención de las grandes potencias, en una guerra global. La causa fue principalmente el conflicto religioso tras la Reforma. Así, en el suroeste del imperio, los príncipes católicos y protestantes se enfrentaron como enemigos – los católicos (el emperador, Baviera) unidos en la Liga, y los Protestantes (Electorado Palatino, Baden-Durlach, Wurtemberg) en la Unión. A diferencia de su predecesor, el siguiente duque, Juan Federico (1582-1628), fracasó en su intento de convertirse en un gobernante absoluto, y reconoció forzosamente los límites a su poder. Durante este reinado, que terminó en julio de 1628, Wurtemberg padeció severamente por la guerra de los Treinta Años aunque el propio duque no intervino en ella. Su hijo y sucesor Everardo III (1628-1674), sin embargo, se lanzó a ella como aliado de Francia y Suecia tan pronto como llegó a la mayoría de edad en 1633, pero después de la batalla de Nordlingen en 1634, tropas imperiales ocuparon el ducado y el propio duque marchó al exilio durante algunos años. La paz de Westfalia lo restauró, pero a un país despoblado y empobrecido, y pasó el resto de sus años en un esfuerzo por reparar los desastres de la larga guerra. Wurtemberg fue un campo de batalla central en la guerra. Su población cayó en un 57 % entre 1634 y 1655, principalmente por muerte y enfermedad, declive en las tasas de nacimientos, y la migración masiva de aterrorizados campesinos.
Desde 1584 a 1622, Baden-Baden estuvo en posesión de uno de los príncipes de Baden-Durlach. La casa estaba pde manera semejante dividida durante la guerra de los Treinta Años. Baden sufrió profundamente durante esta lucha, y ambas ramas de la familia se vieron exiliados a su vez. La paz de Westfalia en 1648 restauró el statu quo, y la rivalidad familiar gradualmente se extinguió. Por una parte del suroeste, empezaba una paz de 150 años. Del Neckar Medio, en toda la región del Rin Superior y especialmente en el Electorado Palatino, las guerras desplegadas por el rey francés Luis XIV desde 1674 a 1714 causaron una destrucción aún más terrible. El reino de Francia penetró a través de las posesiones adquiridas en Alsacia hasta la frontera con el Rin. Suiza se separó del Sacro Imperio Romano Germánico.

## Circunscripción de Suabia hasta la Revolución francesa

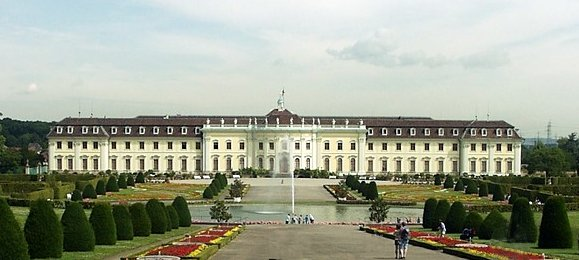
Palacio de Ludwigsburg y jardines barrocos, cerca de Stuttgart.

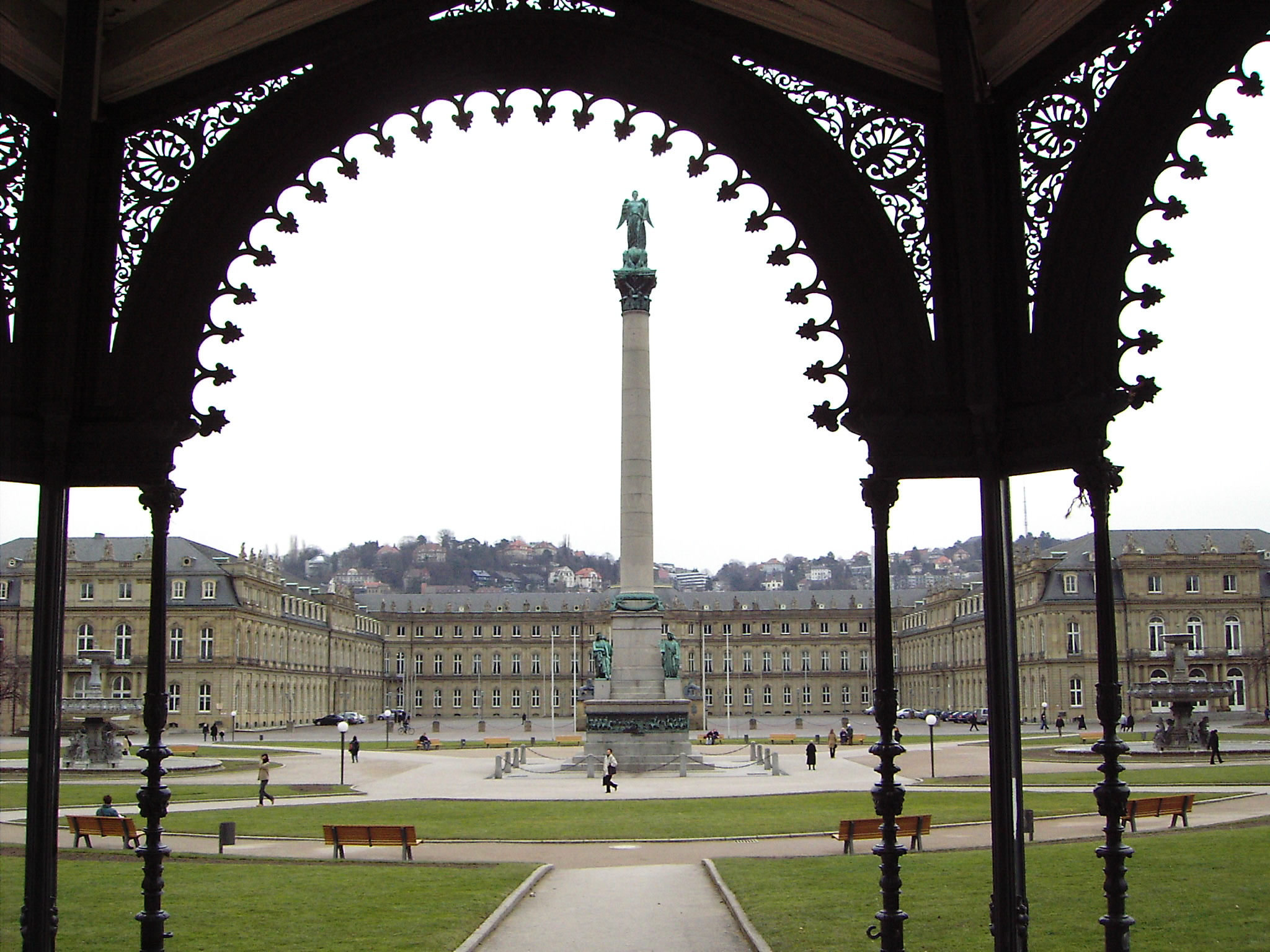
El Castillo Nuevo, Stuttgart.

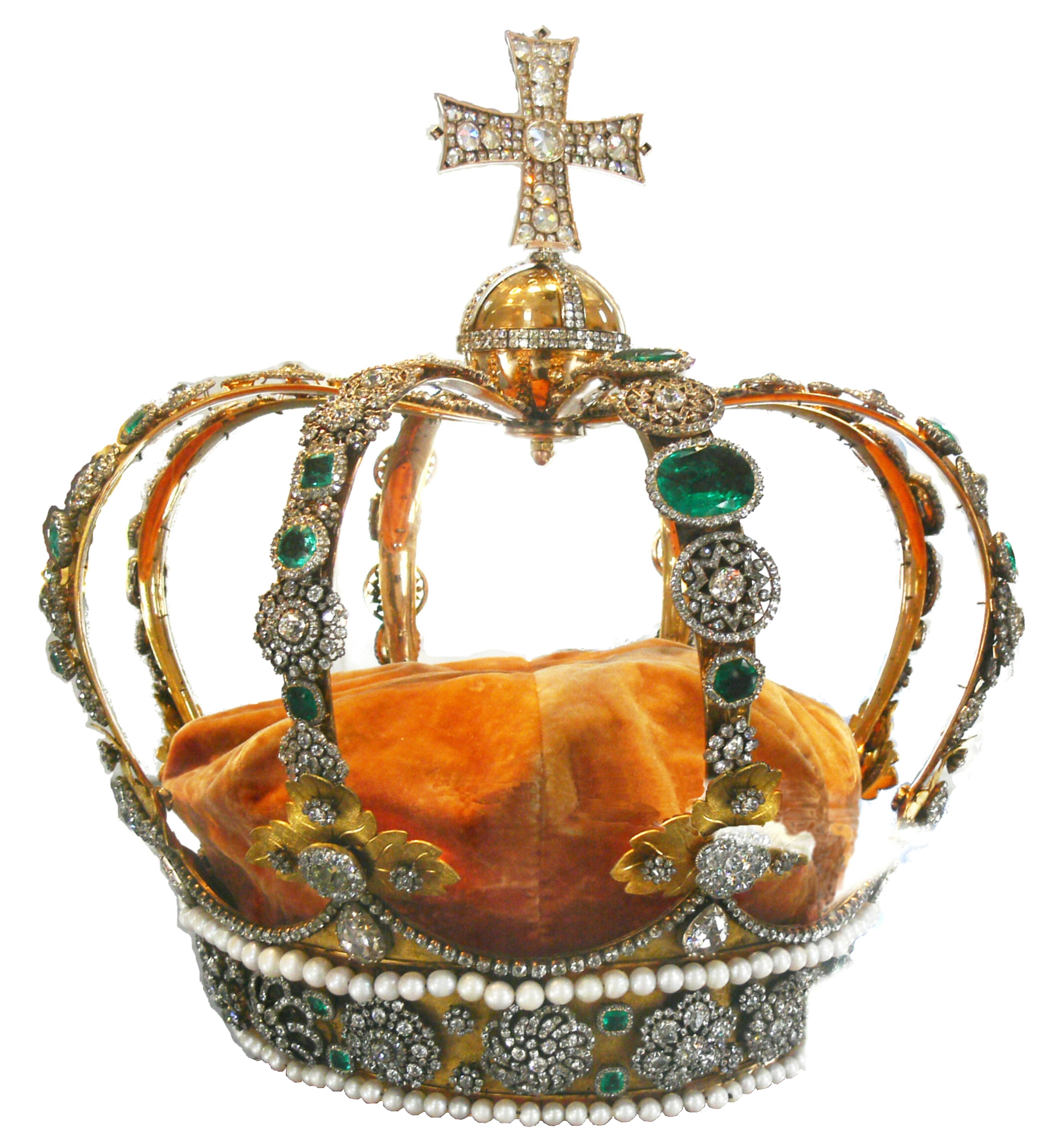
La corona real de Wurtemberg.

Bandera de Wurtemberg.

El ducado sobrevivió principalmente debido a que era más grande que sus vecinos más cercanos. Sin embargo, a menudo estaba bajo presión durante la Reforma del Sacro Imperio que era católico, y de repetidas invasiones desde Francia en los siglos XVII y XVIII. Wurtemberg estaba en el camino de los ejércitos francés y austriaco implicados en la larga rivalidad entre los Borbones y los Habsburgo.
Durante las guerras del reinado de Luis XIV de Francia, el margraviato fue saqueado por las tropas francesas y las ciudades de Pforzheim, Durlach, y Baden fueron destrozadas. Luis Guillermo, margrave de Baden-Baden (fallecido en 1707), figuró destacadamente entre los soldados que se resistieron a las agresiones de Francia.
Fue la obra de la vida de Carlos Federico de Baden-Durlach para dar unidad territorial a su país. Comenzó su reinado en 1738, y llegó a la mayoría de edad en 1746, este príncipe es el más destacado de los gobernantes de Baden. Estaba interesado en el desarrollo de agricultura y comercio, en busca de mejorar la educación y la administración de justicia, y demostró en general ser un gobernante sabio y liberal en la época de la Ilustración.
En 1771, Augusto Jorge de Baden-Baden murió sin hijos, y sus territorios pasaron a Carlos Federico, que finalmente se convirtió en gobernante de todo Baden. Aunque Baden quedó unido bajo un solo gobernante, el territorio no estaba unido en sus aduanas, estructura fiscal, leyes o gobierno. Baden no formó un territorio compacto. Más bien, un número de distritos separados quedaban a ambos lados del Rin superior. Su oportunidad para agrandar sus territorios se produjo con las guerras napoleónicas.
Durante el reinado de Everardo Luis (1676-1733), que sucedió al año de edad cuando su padre el duque Guillermo Luis murió en 1677, Wurtemberg tuvo que enfrentarse a otro enemigo destructivo, Luis XIV de Francia. En 1688, 1703 y 1707, los franceses entraron en el ducado e infligieron brutalidades y sufrimiento a sus habitantes. El país, escasamente poblado, pudo dar la bienvenida a los valdenses fugitivos, lo que hizo algo para restaurar una cierta prosperidad, pero la extravagancia del duque, ansioso por satisfacer los caros gustos de su amante, Christiana Wilhelmina von Grävenitz, menoscabaron este beneficio.
En 1704, Everardo Luis comenzó a construir el palacio de Ludwigsburg al norte de Stuttgart, imitando de Versalles.
Carlos Alejandro, que se convirtió en duque en 1733, se había convertido al catolicismo mientras era oficial al servicio austriaco. Su consejero favorito era el judío Joseph Süß Oppenheimer, y surgieron sospechas de que el amo y el criado pretendían suprimir la dieta (el parlamento local) y la introducción del catolicismo. Sin embargo, la muerte repentina de Carlos Alejandro en marzo de 1737 puso un brusco final a cualquiera de esos planes, y su sucesor, duque Carlos Rodolfo de Wurtemberg-Neuenstadt, hizo que ahorcasen a Oppenheimer.
Carlos Eugenio (1728-1793), que alcanzó la mayoría de edad en 1744, parecía dotado, pero demostró ser vicioso y extravagante, y pronto cayó en manos de favoritos poco dignos. Gastó mucho dinero construyendo el "Palacio Nuevo" en Stuttgart y en otros lugares, y se puso en contra de Prusia durante la guerra de los Siete Años de 1756-1763, lo que era impopular con sus súbditos protestantes. En todo su reinado se produjeron disensiones entre el gobernante y los gobernados, los métodos irregulares y arbitrarios del duque de conseguir dinero provocando gran descontento. Le siguió la intervención del emperador e incluso de potencias extranjeras y, en 1770, un arreglo formal eliminó algunas de las quejas de la gente. Carlos Eugenio no mantuvo sus promesas, pero más tarde, en su ancianidad, hizo unas pocas concesiones.
Carlos Eugenio no dejó herederos legítimos, y le sucedió su hermano, Luis Eugenio (fallecido en 1795), quien carecía de hijos, y luego por otro hermano, Federico Eugenio (fallecido en 1797). Este último príncipe, que había servido en el ejército de Federico el Grande, con quien estaba relacionado por matrimonio, y luego administró las fincas de su familia alrededor de Montbéliard, educó a sus hijos en la fe protestante como francófonos. Toda la familia real posterior de Wurtemberg descendieron de él. Así cuando su hijo Federico II se convirtió en duque en 1797, el protestantismo regresó a la casa ducal, y la casa real se adhirió a esta fe de ahí en adelante. A pesar de todo, las legislaturas del distrito así como las dietas imperiales ofrecieron una posibilidad de regular materias en disputa. Mucho quedó de los juicios ante los tribunales imperiales, que a menudo duraban décadas.

## Suroeste de Alemania hasta 1918

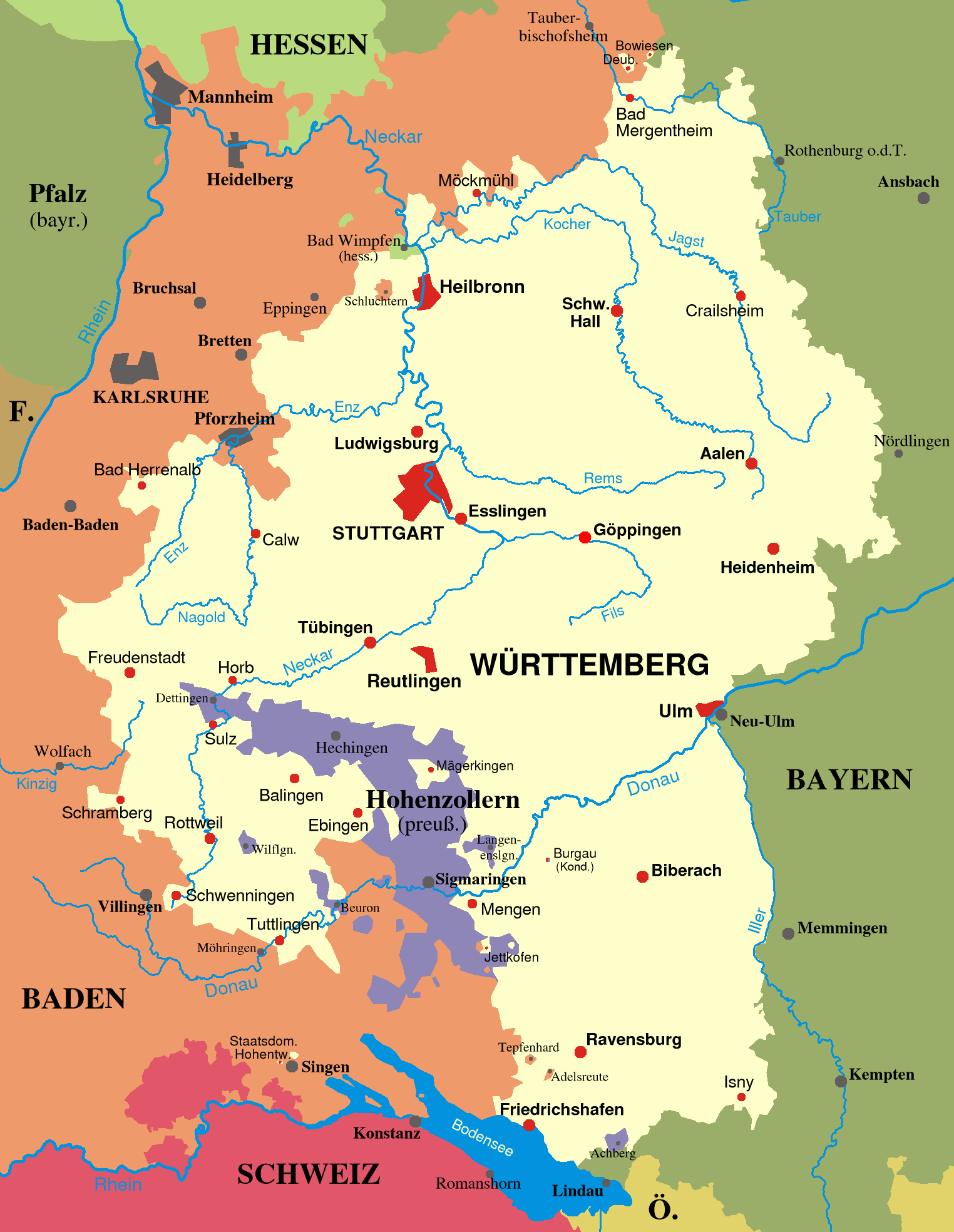
Reino de Wurtemberg tal como era al final de las guerras napoleónicas hasta el final de la Primera Guerra Mundial. Desde 1815 hasta 1866 fue estado miembro de la Confederación Germánica y desde 1871 hasta 1918 fue un estado federal en el Imperio alemán.

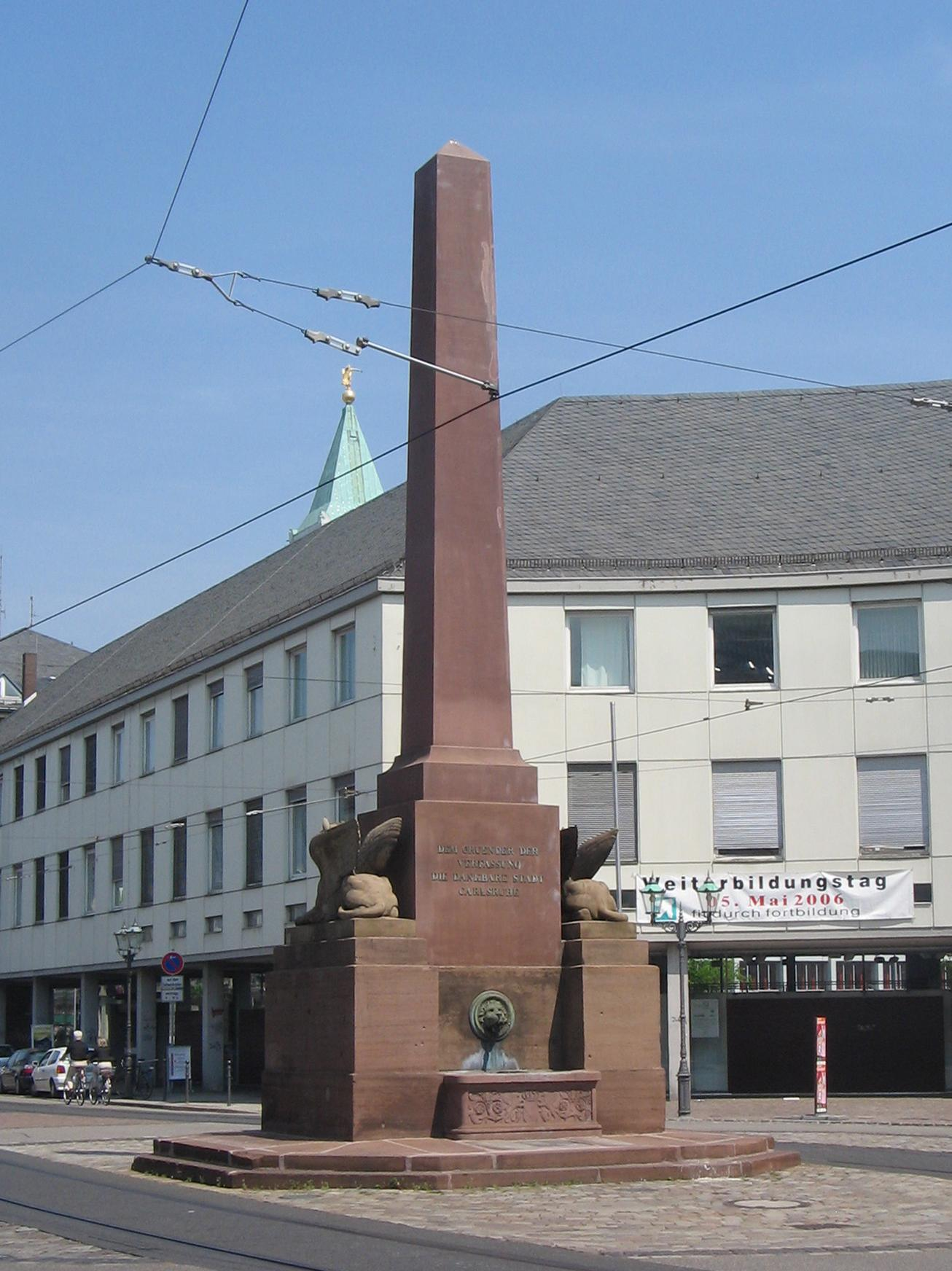
Monumento a la Constitución de Baden (y al Gran duque por concederla), en Rondellplatz, Karlsruhe, Alemania

El Gran ducado de Baden (Großherzogtum Baden) dentro de Alemania en la época del Imperio alemán.

En las guerras posteriores a la Revolución francesa en 1789, Napoleón, el emperador de los franceses, se alzó al poder como gobernante del continente europeo. Un resultado persistente de su política era un nuevo orden del mundo político alemán del suroeste. Cuando la Revolución francesa amenazó con extenderse por toda Europa en 1792, Baden se unió a las fuerzas contra Francia, y su campo fue devastado de nuevo. En 1796, el margrave se vio obligado a pagar una indemnización y ceder sus territorios en la orilla izquierda del Rin a Francia. La fortuna, sin embargo, pronto volvió a su lado. En 1803, en gran medida gracias a los buenos oficios de Alejandro I, zar de Rusia, recibió el obispado de Constanza, parte del Palatinado Renano, y otros distritos menores, junto con la dignidad de un príncipe elector. Cambiando de bando en 1805, combatió por Napoleón, con el resultado de que, por la paz de Presburgo en ese año, obtuvo el Breisgau y otros territorios a expensas de los Habsburgo (véase Austria Anterior). En 1806, se unió a la Confederación del Rin, se declaró príncipe soberano, se convirtió en gran duque, y recibió territorio adicional.
El 1.º de enero de 1806, el duque Federico II asumió el título de rey Federico I, abrogó la constitución, y unió la antigua y la nueva Wurtemberg. Posteriormente, colocó tierras de la iglesia bajo el control del estado y recibió algunas zonas que anteriormente se autogobernaban bajo el proceso de "mediatización". En 1806, se unió a la Confederación del Rin y recibió mayores adiciones de territorio conteniendo 160 000 habitantes. Un poco más tarde, por el paz de Viena en octubre de 1809, alrededor de 110 000 personas más pasaron a estar gobernados por él.
A cambio de estos favores, Federico se unió a Napoleón Bonaparte en sus campañas contra Prusia, Austria y Rusia, y de 16.000 de sus súbditos que marchaban a Moscú para volver sólo unos cientos. Luego, después de la batalla de Leipzig en octubre de 1813, el rey Federico abandonó al emperador francés y por un tratado que hizo con Metternich en Fulda en noviembre de 1813, se aseguró la confirmación de su título real y de su reciente adquisición de territorio, mientras sus tropas marchaban con las de los aliados hacia Francia.
En 1815, el rey se unió a la Confederación Germánica, pero el Congreso de Viena no cambió nada de la extensión de sus tierras. En el mismo año, presentó a los representantes del pueblo el esquema de una nueva constitución, pero lo rechazaron y, en medio de la conmoción, Federico murió el 30 de octubre de 1816.
El nuevo rey, Guillermo (reinó 1816-1864), emprendió la cuestión constitucional y, después de mucha discusión, otorgó una nueva constitución en septiembre de 1819. Esta constitución, con modificaciones posteriores, siguió vigente hasta 1918 (véase Wurtemberg). Empezó un período de paz, y la condición del reino, su educación, el comercio agrícola y las manufacturas, empezaron a recibir una gran atención, mientras que la frugalidad, tanto en público como en lo privado, el rey Guillermo I ayudó a reparar las difíciles finanzas del país. Pero el deseo de una mayor libertad política no se desvanecieron del todo bajo la constitución de 1819 y, después de 1830, hubo ciertas alteraciones. Esto, sin embargo, pronto murieron, mientras que la inclusión de Wurtemberg en el Zollverein alemán y la construcción de ferrocarriles ayudó al comercio.
El movimiento revolucionario de 1848 afectó a Wurtemberg, aunque no hubo realmente violencia dentro del reino. El rey Guillermo tuvo que despedir a Johannes Schlayer (1792-1860) y sus otros ministros, llamando al poder a hombres con ideas más liberales y los exponentes de la idea de una Alemania unida. El rey Guillermo proclamó una constitución democrática pero, tan pronto como el movimiento agotó su fuerza, él despidió a los ministros liberales. En octubre de 1849, Schlayer y sus asociados regresaron al poder. En Baden, en cambio, hubo un serio alzamiento que fue aplastado por la fuerza.
Al interferir con derechos electorales populares, el rey y sus ministros tuvieron éxito al reunir una dieta servil en 1851, perdiendo todos los privilegios ganados desde 1848. De esta manera, las autoridades restauraron la constitución de 1819, y el poder pasó a las manos de una burocracia. Un concordato con el Papado demostró ser casi el último de los actos del largo reinado de Guillermo, pero la dieta repudió el acuerdo, prefiriendo regular relaciones entre la iglesia y el estado a su manera.
En julio de 1864, Carlos (1823-1891, reinó 1864-91) sucedió a su padre Guillermo I como rey. Casi en seguida se vio enfrentado a considerables dificultades. En el duelo entre Austria y Prusia por la supremacía en Alemania, Guillermo I se había puesto siempre del lado de Austria, y su política fue igualmente aceptable para el nuevo rey y sus asesores.
En 1866, Wurtemberg tomó las armas por Austria en la guerra austro-prusiana, pero tres semanas después de la batalla de Sadowa el 3 de julio de 1866, sus tropas sufrieron una amplia derrota en Tauberbischofsheim, y el país quedó a merced de Prusia. Los prusianos ocuparon las parte septentrional de Wurtemberg y negociada la paz en agosto de 1866. Por esto, Wurtemberg pagó una indemnización de 8,000,000 gulden, pero ella a la vez concluyó un tratado secreto ofensivo y defensivo con su conquistador- Wurtemberg fue parte de la Declaración de San Petersburgo de 1868.
El final de la lucha contra Prusia permitió una renovación de la agitación democrática en Wurtemberg, pero esto no tuvo resultados tangibles cuando la gran guerra entre Francia y Prusia estalló en 1870. Aunque la política de Wurtemberg había continuado ser antagonista a Prusia, el reino compartió en el entusiasmo nacional que recorrió Alemania, y sus tropas tomaron parte importante en la batalla de Wörth y en otras operaciones de la guerra.
En 1871, Wurtemberg se convirtió en un miembro del nuevo Imperio alemán, pero recuperó el control de sus propios servicios postales, telégrafos y ferrocarriles. Tenía también ciertos privilegios especiales en relación con la fiscalidad y el ejército y, durante los siguientes 10 años, la política de Wurtemberg apoyó entusiastamente el nuevo orden. Le siguieron muchas reformas importantes, especialmente en lo relativo a las finanzas, pero una propuesta para una unión del sistema de ferrocarriles con aquellos del resto de Alemania fracasaron. Después de reducciones en los impuestos en 1889, la reforma de la constitución se convirtió en la cuestió candente del momento. El rey Carlos y sus ministros deseaban fortalecer el elemento conservador en las cámaras, pero las leyes de 1874, 1876 y 1879 sólo llevaron a cabo ligeras reformas a la espera de un acuerdo más amplio. El 6 de octubre de 1891, el rey Carlos murió repentinamente. Su primo Guillermo II (1848-1921, reinado 1891-1918) le sucedió y continuó con la política de su predecesor.
Siguió habiendo discusiones sobre la reforma de la constitución, y la elección de 1895 se recuerda porque volvió un poderoso partido de demócratas. El rey Guillermo no tenía hijos, ni su pariente protestante, el duque Nicolás (1833-1903). En consecuencia, la sucesión pasaría al final a una rama católica de la familia, y esta perspectiva suscitó ciertas dificultades sobre las relaciones entre la iglesia y el estado. El heredero al trono en 1910 fue el católico duque Alberto (nacido en 1865).
Entre 1900 y 1910, la historia política de Wurtemberg se centró alrededor del acuerdo de las cuestiones constitucionales y sobre la educación. La constitución pasó por una revisión en 1906, y con dificultades se llegó a un acuerdo sobre la educación en 1909. En 1904, el sistema de ferrocarril se integró con el del resto de Alemania.
La población en 1905 era de 2,302.179, de los que el 69 % eran protestantes, 30 % católicos y un 0,5 % judíos. Los protestantes en gran medida dominaban el distrito de Neckar y los católicos en el del Danubio. En 1910, aproximadamente 506 061 personas trabajaban en el sector agrario, 432.114 en el industrial y 100.109 en el comercio (véase Demografía de Wurtemberg).
En la confusión a finales de la Primera Guerra Mundial, Federico abdicó el 22 de noviembre de 1918. Se había declarado la República el 14 de noviembre.
En el curso de las actividades revolucionarias al final de la Primera Guerra Mundial en noviembre de 1918, el rey Guillermo II abdicó el 30 de noviembre, y le siguió un gobierno republicano.
Wurtemberg se convirtió en un estado (Land) en la nueva República de Weimar. Baden se llamó a sí misma una "república democrática", Wurtemberg un "estado popular libre". En lugar de monarcas, estaban a cargo de los estados presidentes. Eran elegidos por las legislaturas estatales, en Baden como un cargo anual, en Wurtemberg después de cada elección legislativa.

## El suroeste de Alemania hasta la Segunda Guerra Mundial

Escudo de armas de Wurtemberg en la era de Weimar.

La política entre 1918 y 1919 hacia la fusión de Wurtemberg y Baden siguió siendo en gran medida poco exitosa. Después de la agitación de la revolución de 1918-1919, los resultados de sus cinco elecciones entre 1919 y 1932 muestran un voto decreciente para los partidos de izquierdas. Después de la toma del poder por el partido de los trabajadores alemanes nacionalsocialisra (NSDAP) en el año 1933, las fronteras del estado al principio no cambiaron. El estado de Baden, el estado de Wurtemberg y los estados Hohenzollern (el distrito gubernamental de Sigmaringen) siguieron existiendo, aunque con mucha menos autonomía en relación con el imperio. Desde 1934, se añadió el gau de Wurtemberg-Hohenzollern se añadió a la provincia de Hohenzollern.
Para el 30 de abril de 1945, toda Baden, Wurtemberg y Hohenzollern estaban completamente ocupados.

## Alemania del suroeste después de la guerra
Después de la Segunda Guerra Mundial, los estados de Baden y Wurtemberg se dividieron en zonas de ocupación estadounidense en el norte y francesa en el sur, que también incluyó Hohenzollern. La frontera entre las zonas de ocupación siguieron los límites del distrito, pero se trazaron así intencionadamente de forma que la autobahn desde Karlsruhe a Múnich (hoy la Bundesautobahn 8) acababa dentro de la zona de ocupación estadounidense. El estado de Wurtemberg-Baden se basaba en la zona ocupada por los estadounidenses; en la zona de ocupación francesa, la parte meridional del anterior Baden se convirtió en el nuevo estado de Baden mientras que la parte sur de Wurtemberg y Hohenzollern se fusionaron en Wurtemberg-Hohenzollern.
El artículo 29 de la Ley Fundamental de Bonn permitía cambiar los estados alemanes a través de un plebiscito; sin embargo, no podía entrar en vigor debido al veto de las fuerzas aliadas. En lugar de ello, otro artículo el 118 mandaba la fusión de los tres estados en el suroeste a través de un acuerdo trilateral- Si los tres estados afectados no llegaban a un acuerdo, la ley federal tendría que regular el futuro de los tres estados. Este artículo se basaba en los resultados de una conferencia de estados alemanes celebrada en 1948, donde se llegó al acuerdo de crear un estado en el suroeste. La alternativa, generalmente favorecida por Baden del Sur, era recrear Baden y Wurtemberg (incluyendo Hohenzollern) en sus fronteras antiguas, anteriores a la guerra.
El acuerdo trilateral fracasó debido a que no pudieron convenir un sistema de votación. Como tal, la ley federal decidió el 4 de mayo de 1951 que la zona se dividiera en cuatro distritos electorales: Wurtemberg del Norte, Wutemberg del Sur, Baden del Norte y Baden del Sur. Debido a que estaba claro que ambos distritos en Wutemberg así como Baden del Norte apoyarían la fusión, el sistema de votación favorecía a los defensores de un nuevo estado del suroeste. El estado de Baden llevó la ley ante el Tribunal Constitucional de Alemania para que se declarara inconstitucional, pero fracasó.
El plebiscito tuvo lugar el 9 de diciembre de 1951. Ambas partes de Wurtemberg, el 93 %, estuvieron a favor de la fusión, en Baden del Norte 57 % votaron favorablemente, pero en Baden del Sur sólo 38 %. Debido a que tres de los cuatro distritos electorales votaron a favor del nuevo estado del suroeste, se decidió llevar a cabo la fusión- Habiendo formado Baden un solo distrito electoral, el voto hubiera sido contrario a la fusión.

## Estado de Baden-Wurtemberg desde 1952 hasta el presente
Los miembros de la convención constitucional fueron elegidos el 9 de marzo de 1952, y el 25 de abril se eligió al primer ministro. Con esto quedó fundado el nuevo estado de Baden-Wurtemberg. Después de la constitución del nuevo estado, los miembros de la convención constitucional formaron el parlamento estatal hasta la primera elección en 1956. Se pensaba que el nombre Baden-Württemberg sería solo temporal, pero acabó siendo el nombre oficial porque no llegaron a ningún acuerdo sobre otro.
En mayo de 1954, el landtag (legislatura) de Baden-Wurtemberg decidió la adopción del siguiente escudo de armas: tres leones negros sobre campo de oro, enmarcado por un ciervo y un grifo. Este escudo perteneció en el pasado a la familia Staufen, emperadores del Sacro Imperio Romano Germánico y duques de Suabia. El ciervo de oro representa a Wurtemberg, el grifo a Baden. Los antiguos condados de Wurtemberg de Calw, Freudenstadt, Horb, Rottweil y Tuttlingen fueron incorporados a los distritos gubernamentales de Baden de Karlsruhe y Friburgo. Los últimos restos de Hohenzollern desaparecieron. Entre condado y distrito, se formaron asociaciones regionales responsables del planeamiento general.
Los opositores a la fusión no abandonaron. Después del Tratado General dio a Alemania soberanía plena, los oponentes solicitaron un voto de la comunidad para restaurar a Baden a sus antiguas fronteras en virtud del párrafo 2 del artículo 29 de la Ley Fundamental, que permitía a una comunidad votar en estados que habían sido cambiados después de la guerra sin un plebiscito. El Ministerio Federal de Interior rechazó la solicitud sobre la base de que ya se había celebrado un referéndum. Los oponentes acudieron de nuevo al Constitucional y lo ganaron en 1956, decidiendo el tribunal que el plebiscito de 1951 no había sido un "voto comunitario" tal como se define por la ley debido a que el más poblado estado de Wurtemberg tenía una ventaja injusta sobre el menos poblado estado de Baden. Debido a que el tribunal no fijó una fecha para el voto comunitario, el gobierno simplemente no hizo nada. Los opositores al final volvieron a demandar en 1969, lo que llevó a la decisión de que el voto debía realizarse antes del 30 de junio de 1970. El 7 de junio la mayoría votó contra la propuesta de restaurar el estado de Baden.